# Seleção da CAF
A Seleção da Confederação Africana de Futebol representa o continente África, normalmente em amistosos e eventualmente em competições.
A Seleção da África disputou a Taça Independência em 1972 no Brasil terminando na 14ª colocação.

## Campanha na Taça Independência

### Grupo A
| Argentina           | 2-0 | Seleção da África |
| França              | 2-0 | Seleção da África |
| Seleção da CONCACAF | 0-0 | Seleção da África |
| Seleção da África   | 3-0 | Colômbia          |

| Classificação       | V | E | D | GF | GC | Saldo | Pontos |
| ------------------- | - | - | - | -- | -- | ----- | ------ |
| Argentina           | 3 | 1 | 0 | 13 | 1  | 12    | 7      |
| França              | 3 | 1 | 0 | 10 | 2  | 10    | 7      |
| Seleção da África   | 1 | 1 | 2 | 3  | 4  | -1    | 3      |
| Colômbia            | 1 | 0 | 3 | 7  | 13 | -6    | 2      |
| Seleção da CONCACAF | 0 | 1 | 3 | 3  | 16 | -13   | 1      |

## Elenco na Taça Independência
| - Keita Ibrahim "Petit" Sory - Maxime Camara - Gomis - Edouard Gnacadia - Sadek Attouga - Miloud Hadefi - Ben Ferhat Tahar - Eshun - Acquah - Jabir Malik - Hassan Ali | - Hassan Shehata - Mustapha Hani - Laurent Pokou - Noël Minga - François M'Pele - Tommy Sylvestre - Jean Pierre Tokoto Treinadores - Cheikh Kouyate - Mathia |